# Tupel (Informatik)
Der Begriff Tupel (Abkürzung für n-Tupel, auch als Vektor bezeichnet) ist in der Informatik mehrfach besetzt und dient der Bezeichnung verschiedenartiger Konzepte.
Im Kontext relationaler Datenbanken bezeichnet „Tupel“ eine Zeile in einer Datenbanktabelle (Relation), was einer geordneten Gruppe von Attributen (Datenfelder) entspricht, wobei die Anzahl Tupel in einer Tabelle als „Kardinalität“ bezeichnet wird. In Abweichung zur Theorie der relationalen Algebra spielt die Reihenfolge eines Tupel resp. der Datenfelder eine untergeordnete Rolle, insofern in DBMS die Adressierung zumeist über den Namen eines Attributes und nicht dessen Nummer erfolgt.
In diversen Programmiersprachen bezeichnet „Tupel“ gemeinhin einen Listen-Datentyp, welcher über eine feste Länge verfügt und nach Definition nicht mehr verändert werden kann. Programmiersprachen wie bspw. Python, TypeScript, Swift, Haskell oder C# verfügen über einen Tupel-Datentyp.
Zur Umsetzung des semantischen Webs werden RDF Graphen konstruiert, welche aus 3-Tupel genannt Triple bestehen.
Das Tupelraum-Konzept (engl.: Tuple Space), welches ursprünglich für die Programmiersprache Linda entwickelt wurde, findet zur Verwirklichung verteilter Systeme Anwendung. Dabei entspricht ein Tupel einer geordneten Menge typisierter Datenwerte.